# John Magiriba Lwanga

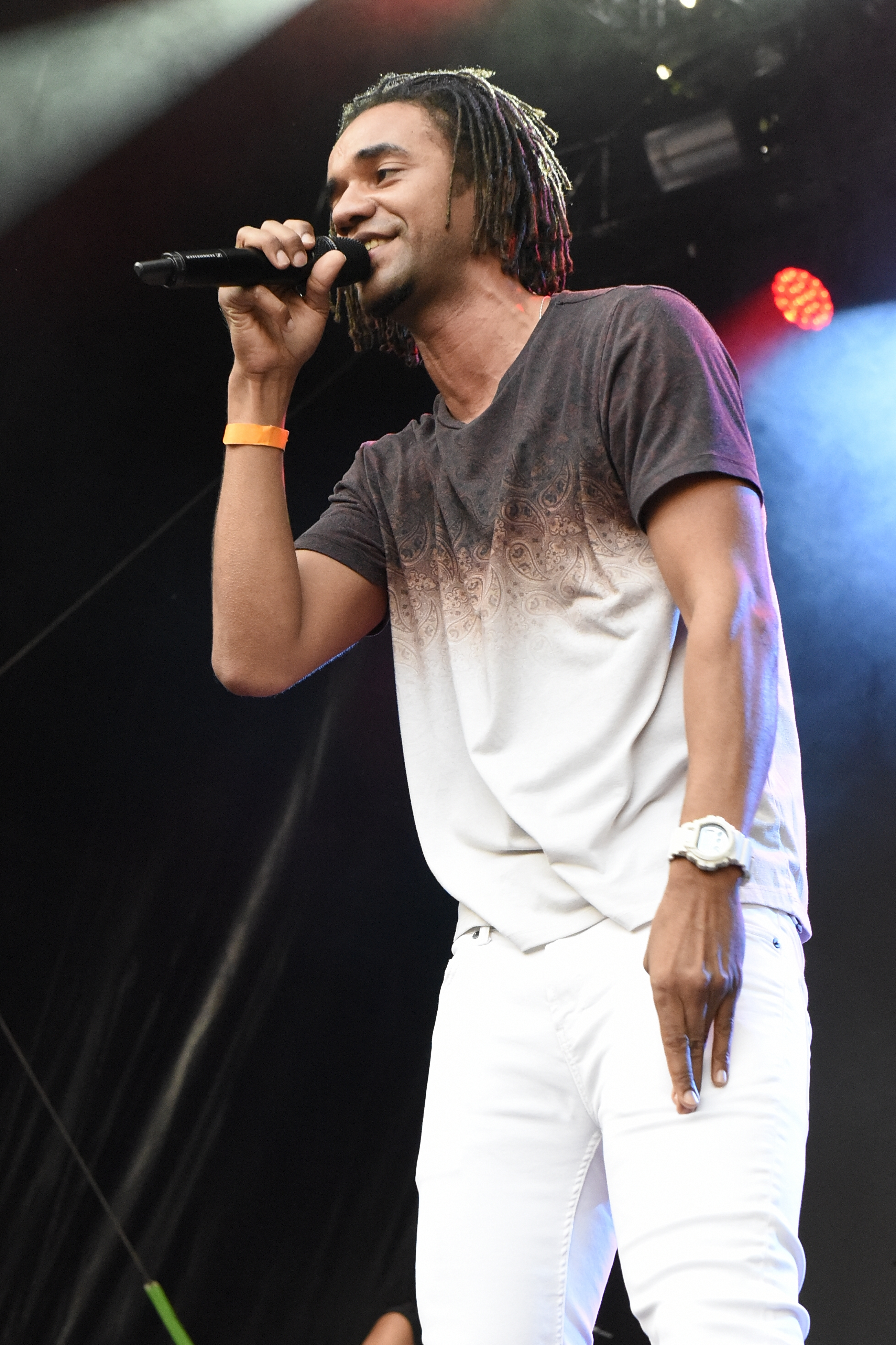
John M. Lwanga (2016)

John Magiriba Lwanga (* 1982 in Berlin) ist ein deutscher Sänger, der als Mitglied der Gruppe Culcha Candela bekannt wurde. Er ist auch unter seinem Künstlernamen Johnny Strange bekannt.

## Leben
John Lwanga wuchs als Sohn einer Deutschen und eines Uganders in Kreuzberg auf. Dort kam er besonders über das Jugendzentrum Kreuzberger Musikalische Aktion e. V. (KMA) und den Reggae-Club YAAM in Kontakt mit anderen Musikern. So gründete er bereits als Schüler seine erste Band B-Town Busted.
Er machte sein Abitur am Hermann-Hesse-Gymnasium in Kreuzberg.
2002 gründete er zusammen mit Mateo Jasik und Lafrotino die Reggae-/Dancehall-/Hip-Hop-Band Culcha Candela. 2004 erschien das erste Culcha-Candela-Album Union Verdadera, das auf Platz 52 in die deutschen Charts einstieg. Mittlerweile hat Culcha Candela sieben Studioalben herausgebracht, über 900 Konzerte gespielt und diverse Platin- und Goldauszeichnungen erhalten.
Neben seiner Arbeit bei Culcha Candela hat John Lwanga 2008 den Verein Afrika Rise e. V.gegründet, der unter anderem eine Berufsschule in Uganda, das EDI Buwere Vocational College unterstützt. Über sein sozialpolitisches Engagement beim Wettbewerb Energiesparmeister, dem Reiseportal Welcome to Uganda und Luftpost für Afrika wurde er von verschiedenen Musikern gefeaturet, darunter Itchyban, die Berliner Band Ohrbooten, Cross Beatbox oder der Schweizer Rapper Ay Dee.
2016 wurde Lwanga erstmals Vater. Sein Kind hatte 2017 einen Gastauftritt im offiziellen Musikvideo des Culcha Candela-Lieds Cool mit mir selbst.

## Diskografie
Veröffentlichungen mit Culcha Candela

### Alben
| Datum             | Veröffentlichung  | Musiker              | Medium | Label                    |
| ----------------- | ----------------- | -------------------- | ------ | ------------------------ |
| 23. Mai 2008      | Rhymes 4 Creation | Johnny Strange u. a. | CD     | Al Dente Recordz (Alive) |
| 21. Dezember 2011 | Say Something     | B-Town Busted        | CD     |                          |

### Singles
| Datum             | Veröffentlichung  | Musiker                                                   | Medium                   | Label                                                 |
| ----------------- | ----------------- | --------------------------------------------------------- | ------------------------ | ----------------------------------------------------- |
| 4. November 2005  | Autobahn          | Ohrbooten feat. Johnny Strange                            | Album: Spieltrieb        | Jkp (Warner)                                          |
| 28. Juli 2006     | Purple Punches    | Capones feat. Johnny Strange                              | Album: „Mistico Capital“ | Soulfire Artists (Rough Trade / Edel / Musikvertrieb) |
| 1. Juni 2010      | Please DJ (Remix) | Clubcrushers present Yeyo feat Lafrotino & Johnny Strange | Download eSingle         | Nutibara Records / Touch the Sky / Art of Sound Group |
| 22. November 2013 | Dance With Me     | Ay Dee feat. Johnny Strange                               | Download eSingle         |                                                       |
| 30. Mai 2014      | 200 Puls          | Mateo feat. Johnny Strange                                | Album: „Unperfekt“       | Warner Music International (Warner)                   |
| 21. Juli 2017     | Crazy world       | Tuklan & Solion feat. Johnny Strange                      | Download eSingle         | Cleantone Records/Kontor New Media                    |